# Balkan Line
Balkan Line (Балканский рубеж, Balkanska međa) è un film del 2019 diretto da Andrei Volgin.

## Trama
Un gruppo di soldati russi deve prendere il controllo dell'aeroporto vicino a Pristina. Nel frattempo dei soldati dell'Uck albanese, sono comandati da un albanese che esercita il suo strapotere in Kosovo su tutti i serbi che transitano sul territorio. Uno dei soldati russi (con passaporto serbo) viaggia su un autobus per raggiungere la sua squadra in incognito, vengono fermati dai soldati albanesi.
Il soldato russo (Rade) riesce ad uccidere parte dei soldati albanesi e si mette in fuga. Il capo dei soldati albanesi si metterà allora sulle sue tracce, non sapendo però che ad aspettarlo ci sarà la squadra di mercenari russi.